# Gaetano Gimelli
(Oscar Valdambrini ricordando Gaetano Gimelli)
Gaetano Gimelli (Portofino, 13 agosto 1905 – Pecetto Torinese, 1990) è stato un trombettista italiano.
Conosciuto da tutti come il Louis Armstrong italiano, data la sua grande ammirazione e altrettanta passione per il trombettista statunitense, nel 1935 era a Sanremo quando ebbe notizia che Armstrong avrebbe suonato a Nizza l'11 gennaio. Lasciò l'Orchestra per correre ad ascoltarlo, e non mancò l'occasione per conoscerlo di persona.
Ha suonato con le più grandi orchestre italiane e straniere. Ha inciso molti dischi con l'Orchestra diretta dal Maestro Pippo Barzizza, che ha rappresentato per lui il periodo discografico più significativo.

## Biografia

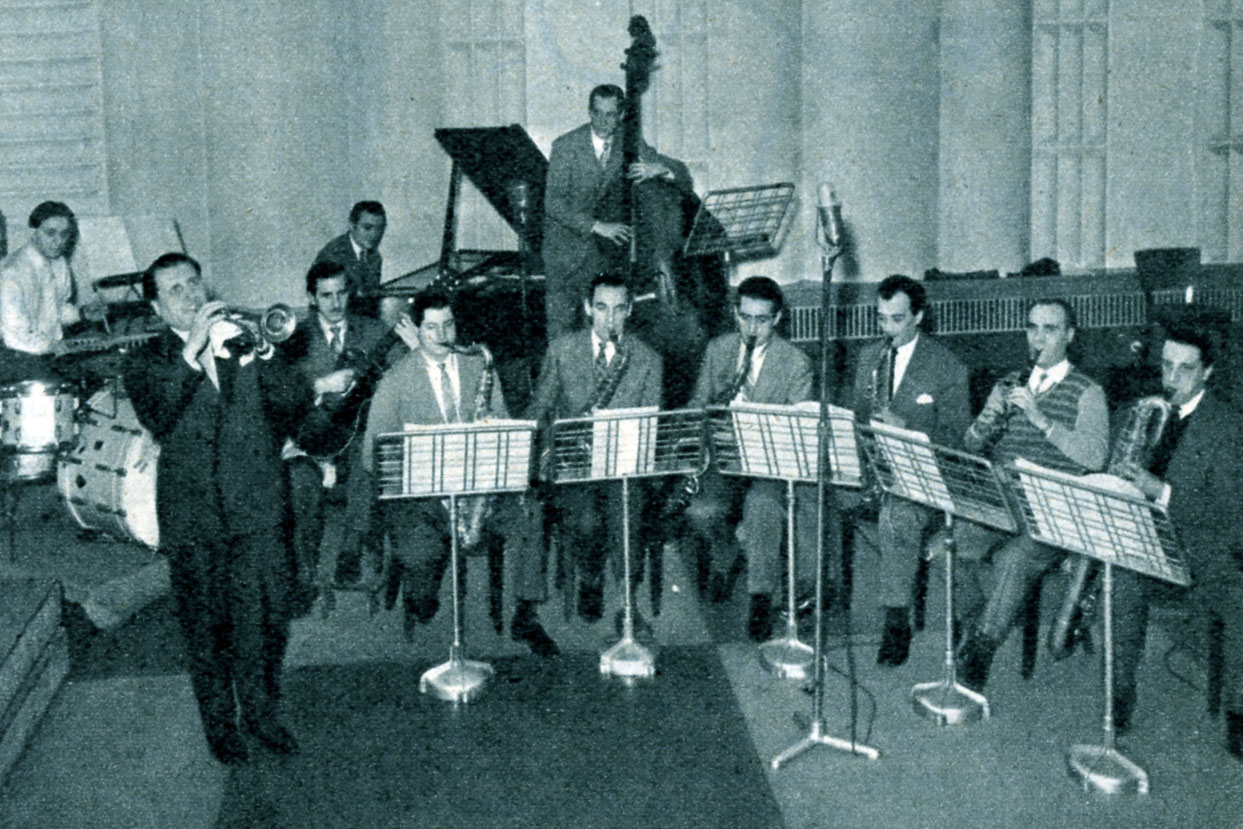
Gaetano Gimelli e la sua orchestra nel 1955

Fra il 1925 e il 1927 suonò a La Spezia nella Banda della Marina e, nel 1928, a ventitré anni, fu colpito dal jazz, che ascoltò per la prima volta nei dischi che giungevano a Genova.
Nel 1930 fu chiamato a sostituire Cinico Angelini alla Sala Gay di Torino, e si ritrovò così caporchestra, e sempre in questo anno, ha fatto parte del Sestetto e il Quartetto Jazz Cetra e gli allegri improvvisatori con Gaetano Gimelli tromba, Sergio Quercioli clarinetto, Alberto Semprini piano.
Nel 1937 fu tromba solista nell'Orchestra Carlini.
Nel 1933 suona nell'Orchestra Jazz di Harry Flemming al Teatro Vittorio Emanuele di Torino.
Nel 1934 ha fatto parte, sempre alla tromba, dell'Orchestra di Romero Alvaro.
Nel 1957 ha diretto l'orchestra, alternandosi con i Maestri William Galassini e Mario Consiglio, nel "Varietà Musicale 1957".
Nel 1959 ha diretto l'orchestra nel varietà televisivo della RAI, andato in onda sul Programma nazionale Quattro passi tra le note, alternandosi alla direzione con i Maestri William Galassini, Nello Segurini, Giovanni Fenati.